# Assicurazioni sociali
L'assicurazione sociale, nell'ordinamento giuridico italiano, ai sensi dell'art. 1886 del C.C. è un rapporto giuridico disciplinato da leggi speciali per la tutela dagli eventi e situazioni economico-sociali contemplate nell'art. 38 della Costituzione che recita "I lavoratori hanno diritto che siano preveduti ed assicurati mezzi adeguati alle loro esigenze di vita in caso di infortunio, malattia, invalidità e vecchiaia, disoccupazione involontaria."
Le assicurazioni sociali possono essere obbligatorie o volontarie.
Nel caso di assicurazioni sociali obbligatorie esse sono gestite da enti previdenziali che gestiscono sistemi pensionistici senza copertura patrimoniale finanziandosi con i contributi obbligatori per le assicurazioni obbligatorie e nel caso di disavanzo con trasferimenti dalla fiscalità generale.
Nel caso di assicurazioni sociali volontarie, esse sono gestite da fondi pensioni che gestiscono sistemi pensionistici che prevedono la capitalizzazione dei premi versati dagli iscritti dell'INPS
La forma più estesa di assicurazione sociale obbligatoria pubblica è l'assicurazione generale obbligatoria in acronimo A.G.O. gestita dall'INPS per la tutela della vecchiaia, inabilità e superstiti ed altre situazioni di disagio sociale dei lavoratori dipendenti ed autonomi. Altre forme di assicurazioni sociali estese a più situazioni di disagio sono stabilite per varie categorie di lavoratori autonomi o dipendenti con specifiche leggi speciali previste nell'ordinamento italiano.

## Eventi tutelati
Gli eventi e le situazioni tutelate dalle assicurazioni sociali in Italia sono:
- per situazioni al termine o con la sospensione del rapporto di lavoro:
  - assicurazione sociale per la vecchiaia;
  - assicurazione sociale per la disoccupazione;
  - assicurazione sociale per l'impiego;
- per i rischi o eventi durante l'attività lavorativa:
  - assicurazione sociale per l'invalidità;
  - assicurazione sociale per l'inabilità;
  - assicurazione sociale per i superstiti;
  - assicurazione sociale per la maternità;
  - assicurazione sociale vita;
  - assicurazione sociale per gli infortuni sul lavoro.

## Elementi costitutivi

### Elementi costitutivi delle assicurazioni sociali obbligatorie gestite da pubbliche amministrazioni - 1° pilastro
Gli elementi costitutivi dell'assicurazione sociale obbligatoria sono:
1. sono regolate dalle leggi speciali che si riferiscono al sistema pensionistico obbligatorio italiano;
2. gli enti gestori, detti enti previdenziali sono pubbliche amministrazioni di personalità giuridica pubblica o privata, secondo quanto stabilito dalla legge speciale;
3. inizio del rapporto di assicurazione sociale con l'inizio di un'attività lavorativa;
4. i soggetti beneficiari sono obbligati a parteciparvi;
5. termine del rapporto di assicurazione con il termine dell'attività lavorativa;
6. le indennità sono stabilite dalla legge speciale;
7. il finanziamento avviene con l'imposizione fiscale, diretta, indiretta (contributi previdenziali) o con trasferimenti dello Stato;
8. i contribuenti che finanziano l'ente di gestione possono coincidere o meno con i beneficiari dell'assicurazione.

### Tipi di assicurazioni sociali gestite da enti previdenziali
- per situazioni al termine o con la sospensione del rapporto di lavoro:
  - assicurazione sociale per la vecchiaia;
  - assicurazione sociale per la disoccupazione;
  - assicurazione sociale per l'impiego;
- per i rischi o eventi durante l'attività lavorativa:
  - assicurazione sociale per l'invalidità;
  - assicurazione sociale per l'inabilità;
  - assicurazione sociale per i superstiti;
  - assicurazione sociale per la maternità;
  - assicurazione sociale vita;
  - assicurazione sociale per gli infortuni sul lavoro.

### Elementi costitutivi delle assicurazioni sociali gestite da società private di diritto privato - 2° pilastro
Gli elementi costitutivi dell'assicurazione sociale privata sono:
1. sono regolate dalle leggi speciali che regolano le forme pensionistiche complementari italiane;
2. gli enti gestori sono società private costituite secondo quanto previsto dalla legge speciale;
3. inizio del rapporto di assicurazione al momento della sottoscrizione del contratto;
4. i soggetti beneficiari sono liberi a parteciparvi;
5. termine del rapporto di assicurazione, secondo quanto stabilito dal contratto;

### Tipologia delle assicurazioni sociali gestite dai fondi pensione
- per situazioni al termine o con la sospensione del rapporto di lavoro:
  - assicurazione sociale per la vecchiaia;
- per i rischi o eventi durante l'attività lavorativa:
  - assicurazione sociale vita;
  - assicurazione sociale per gli infortuni sul lavoro.

### Leggi
- Costituzione della Repubblica Italiana
- art. 1886 C.C
- Decreto legislativo 30 dicembre 1992, n. 503, in materia di "Norme per il riordinamento del sistema previdenziale dei lavoratori privati e pubblici, a norma dell'articolo 3 della legge 23 ottobre 1992, n. 421."

### Web
- Diritto della previdenza sociale, su esselibri.it. URL consultato il 15 settembre 2013.